# Praga BH-44
Praga BH-44 (Không quân Tiệp Khắc định danh: E-44) là một mẫu thử Máy bay tiêm kích hai tầng cánh của Tiệp Khắc trong thập niên 1930.

## Tính năng kỹ chiến thuật
Dữ liệu lấy từ The Complete Book of Fighters
Đặc tính tổng quan
- Kíp lái: 1
- Chiều dài: 7,62 m (25 ft 0 in)
- Sải cánh: 9,25 m (30 ft 4 in)
- Diện tích cánh: 23,14 m2 (249,1 foot vuông)
- Trọng lượng rỗng: 1.462 kg (3.223 lb)
- Trọng lượng có tải: 1.837 kg (4.050 lb)
- Động cơ: 1 × Praga ESV động cơ V12 làm mát bằng nước, 560 kW (750 hp)   (công suất thật 500 hp (370 kW)[chuyển đổi: tùy chọn không hợp lệ])

Hiệu suất bay
- Vận tốc cực đại: 330 km/h (205 mph; 178 kn)
- Thời gian bay: 1,8 h
- Thời gian lên độ cao: 5,2 phút lên độ cao 3.000 m (9.800 ft)